# Pakistan International Airlines
Pakistan International Airlines Corporation, tên thường gọi là PIA là hãng hàng không quốc gia của Pakistan. Hãng này có trụ sở và căn cứ ở sân bay quốc tế Jinnah ở thành phố Karachi, là hãng hàng không lớn thứ 31 ở châu Á, có 23 tuyến điểm nội địa và 36 tuyến điểm quốc tế tại 25 quốc gia ở châu Á, châu Âu và Bắc Mỹ. Căn cứ chính của hãng tại Karachi, Lahore và Islamabad/Rawalpindi.
Các căn cứ thứ cấp của hãng gồm Peshawar, Faisalabad, Quetta, Sialkot và Multan. Cơ cấu sở hữu như sau: Chính phủ Pakistan (87%) và các cổ đông khác nằm giữ phần còn lại (13%). Tại thời điểm tháng 5 năm 2008, hãng này sử dụng 18.043 nhân công.

## Đội tàu bay
Đội tàu bay của Pakistan International Airlines gồm các loại máy bay sau đây (thời điểm ngày 8 tháng 9 năm 2021):

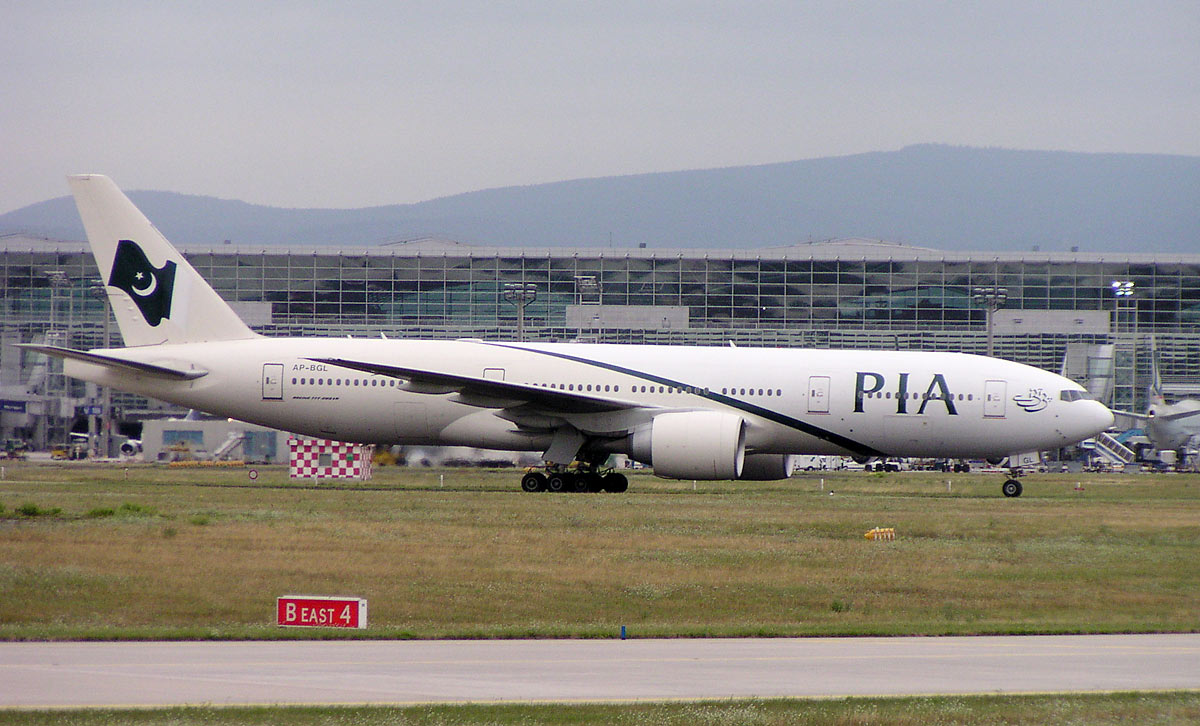
Boeing 777-200ER
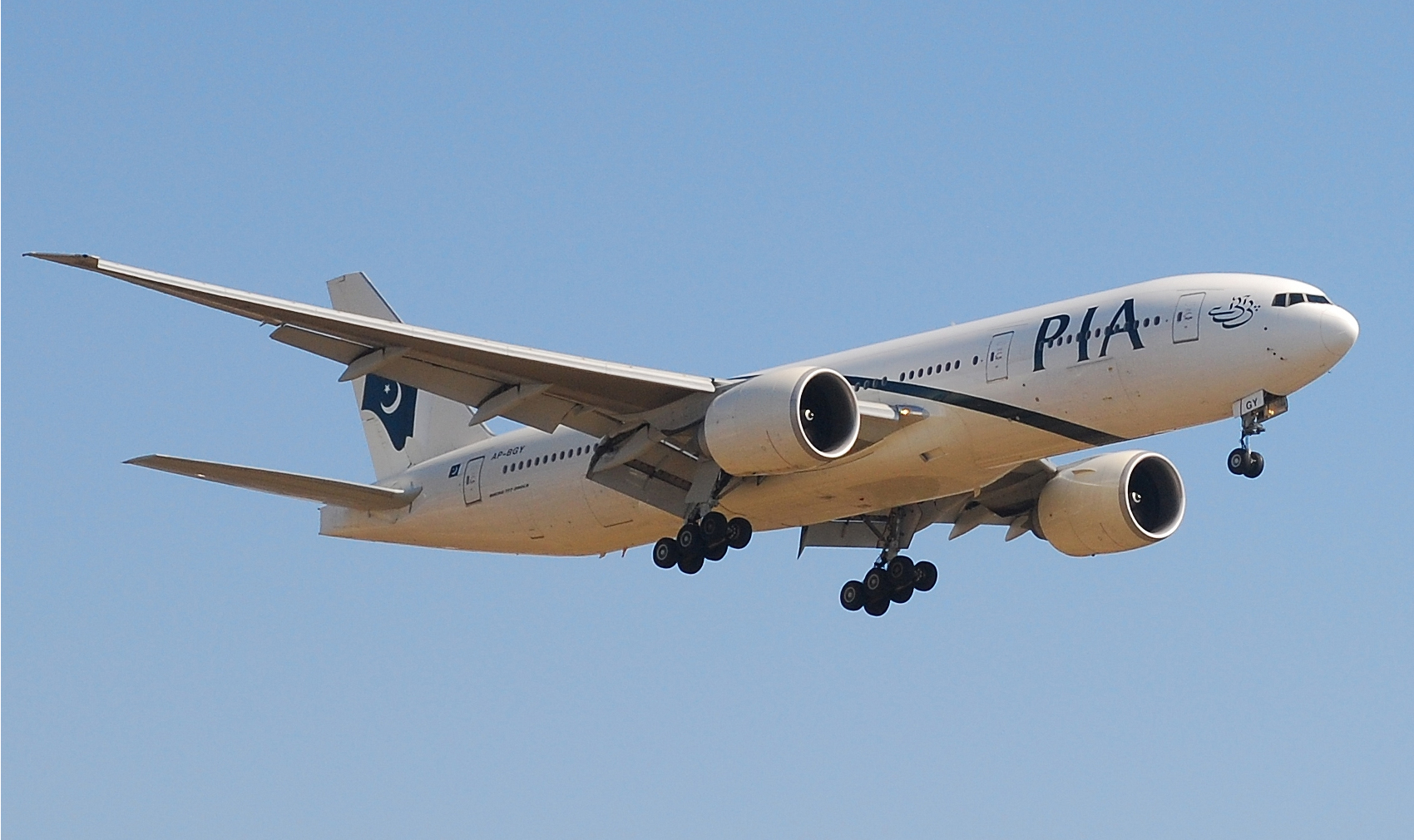
Boeing 777-200LR
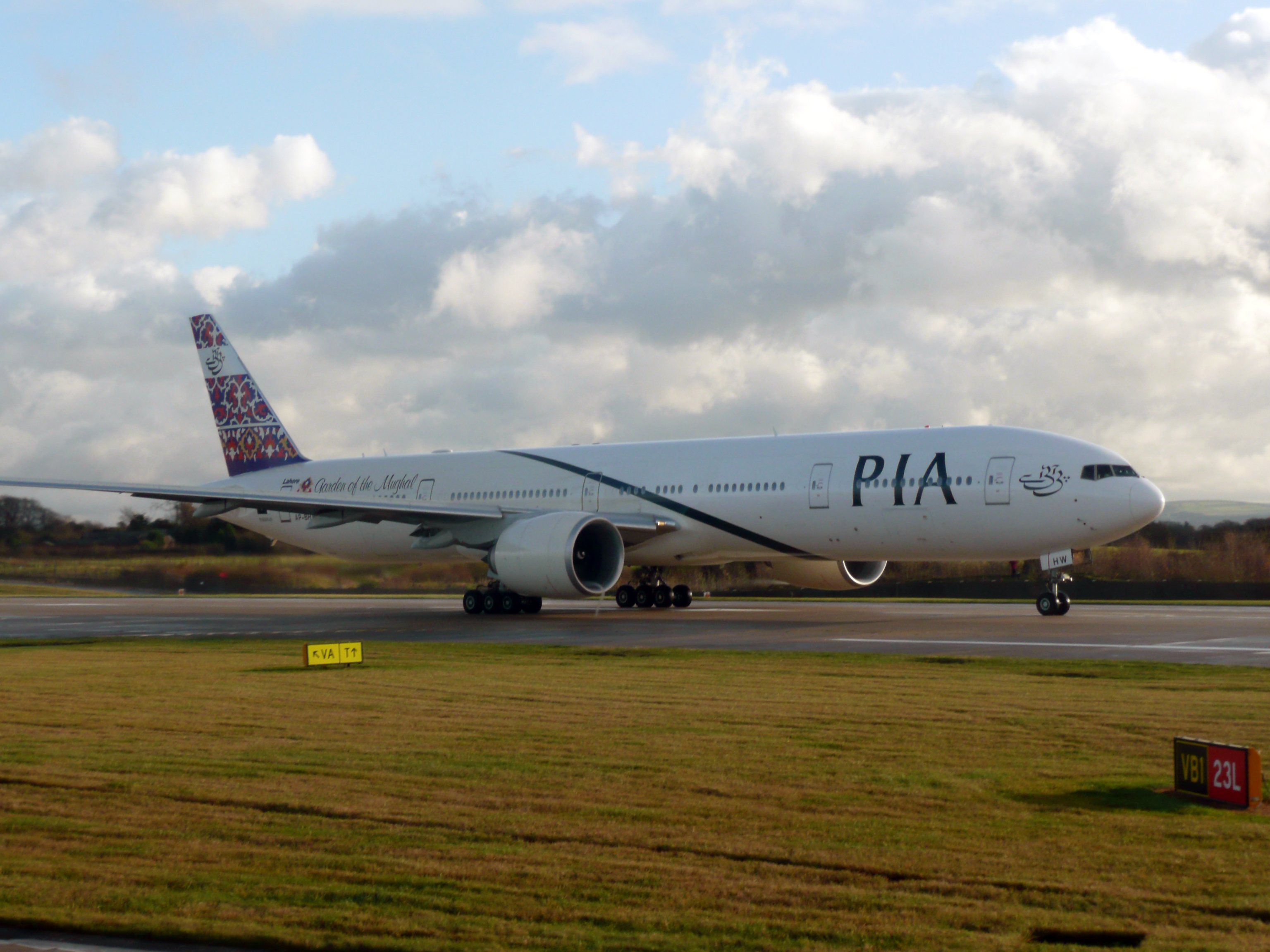
Boeing 777-300ER